# Margaret Ahern
Pour les articles homonymes, voir Ahern.
Margaret Ahern est une dessinatrice et scénariste américaine de bande dessinée, née à New York le 16 février 1921, morte le 27 août 1999.

## Biographie
Margaret Ahern naît le 16 février 1921 à New York. Elle déménage jeune à Chicago, et y étudie dans diverses institutions artistiques, notamment la Harrison Art School et l'École de l'Institut d'art de Chicago.
Au début des années 1940, Margaret Ahern commence par être caricaturiste éditoriale au New World Newspaper, un journal municipal de Chicago. Elle dessine aussi pour le Catholic New World, le journal de l'archidiocèse de Chicago, et pour la chaîne télévision WGN-TV dans les années 1950.
C'est pour The Waifs' Messenger qu'elle collabore le plus longtemps. Elle y crée en 1948 la série Beano, présentant les aventures d'un orphelin astucieux ; la série y dure plus de cinquante ans, jusqu'à la mort de l'auteure en 1999. Margaret Ahern dessine aussi Angelo de 1951 à 1954, une bande dessinée mensuelle, puis prend la suite de Tut Le Blanc pour dessiner les aventures de Speck the Altar Boy, de 1955 à 1979.
Sous le pseudonyme de Pegg O'Connell, elle publie également Reggie et Our Parish. Margaret Ahern travaille aussi pour le bimensuel National Review et pour New Woman.
Son œuvre fait l'objet d'expositions à Berlin et à Montréal. Elle meurt le 27 août 1999 à Wheaton dans l'Illinois.